# Tomosvaryella robusta
Tomosvaryella robusta är en tvåvingeart som beskrevs av Hardy 1968. Tomosvaryella robusta ingår i släktet Tomosvaryella och familjen ögonflugor. Inga underarter finns listade i Catalogue of Life.